# Acamptopappus
 Acamptopappus   A.Gray, 1873 è un genere di piante angiosperme dicotiledoni della famiglia delle Asteraceae, sottofamiglia Asteroideae, tribù Astereae (North American lineage) e sottotribù Solidagininae.

## Etimologia
Il nome del genere deriva dal greco antico "akamptos" (= rigido o inflessibile) e "pappo" e fa riferimento agli spessi elementi del pappo.
Il nome scientifico del genere è stato definito dal botanico Asa Gray (1810-1888) nella pubblicazione " Proceedings of the American Academy of Arts and Sciences. Boston, MA" ( Proc. Amer. Acad. Arts 8: 634) del XXX .

## Descrizione

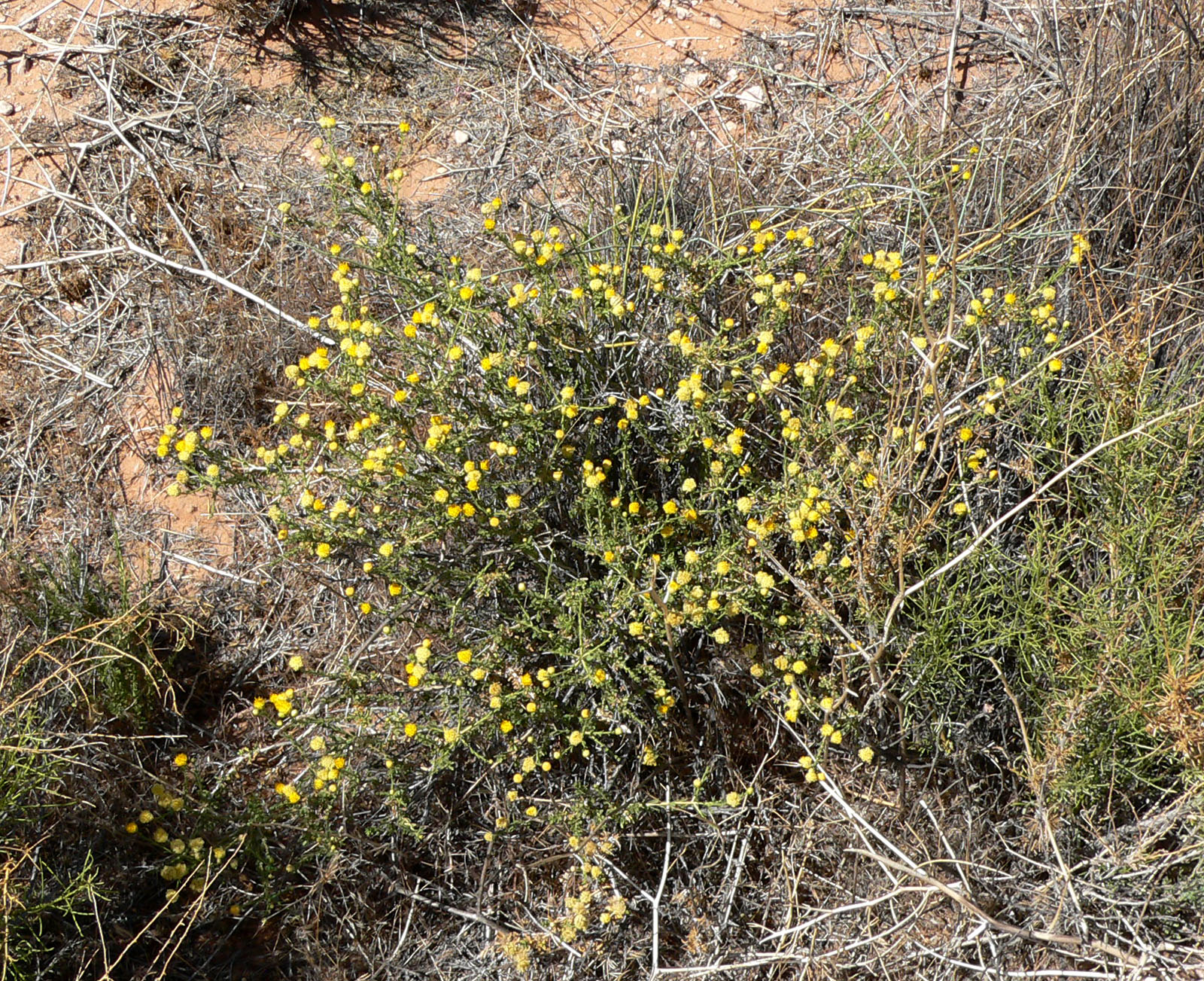
Il portamento
Acamptopappus sphaerocephalus

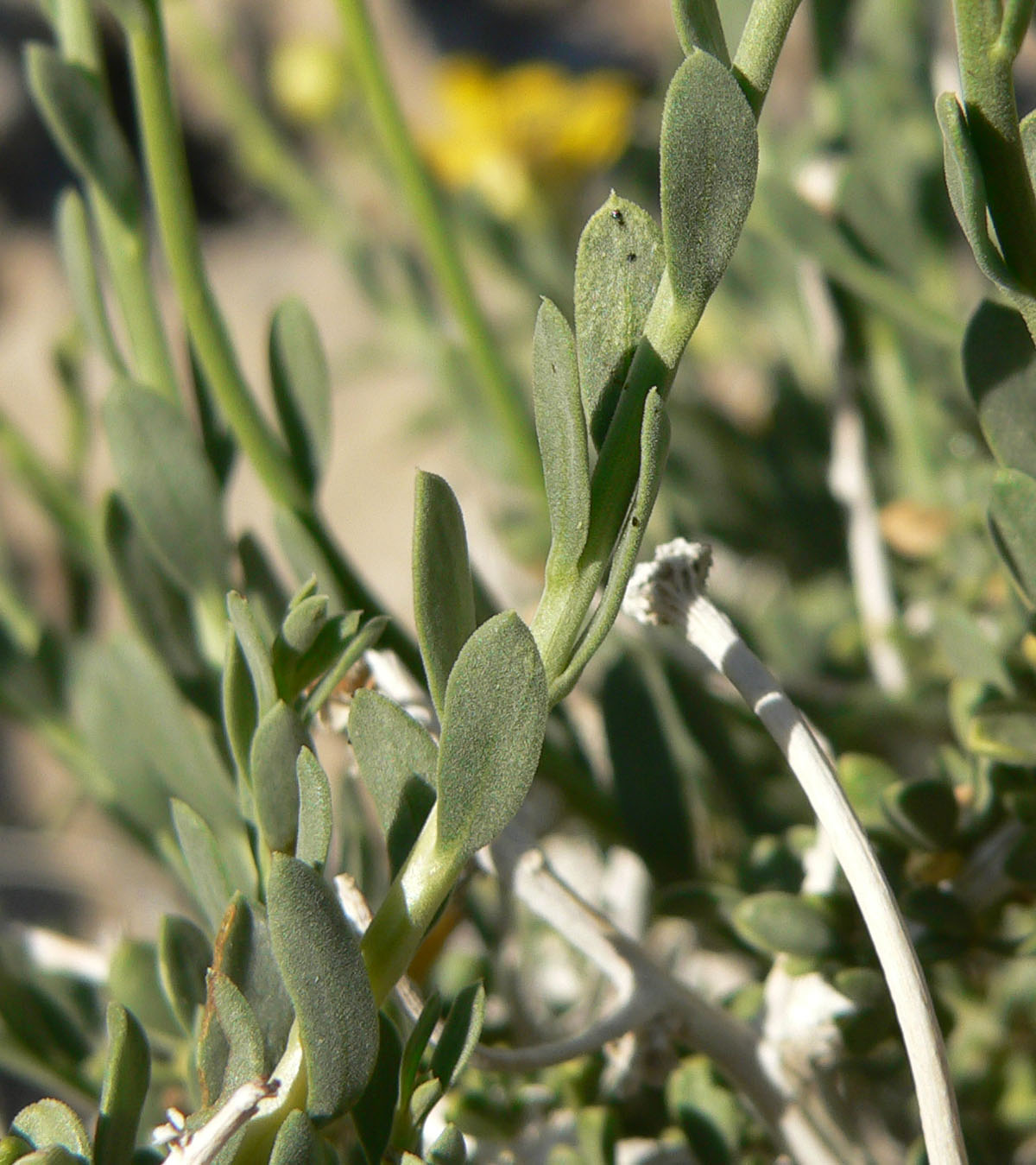
Le foglie
Acamptopappus sphaerocephalus

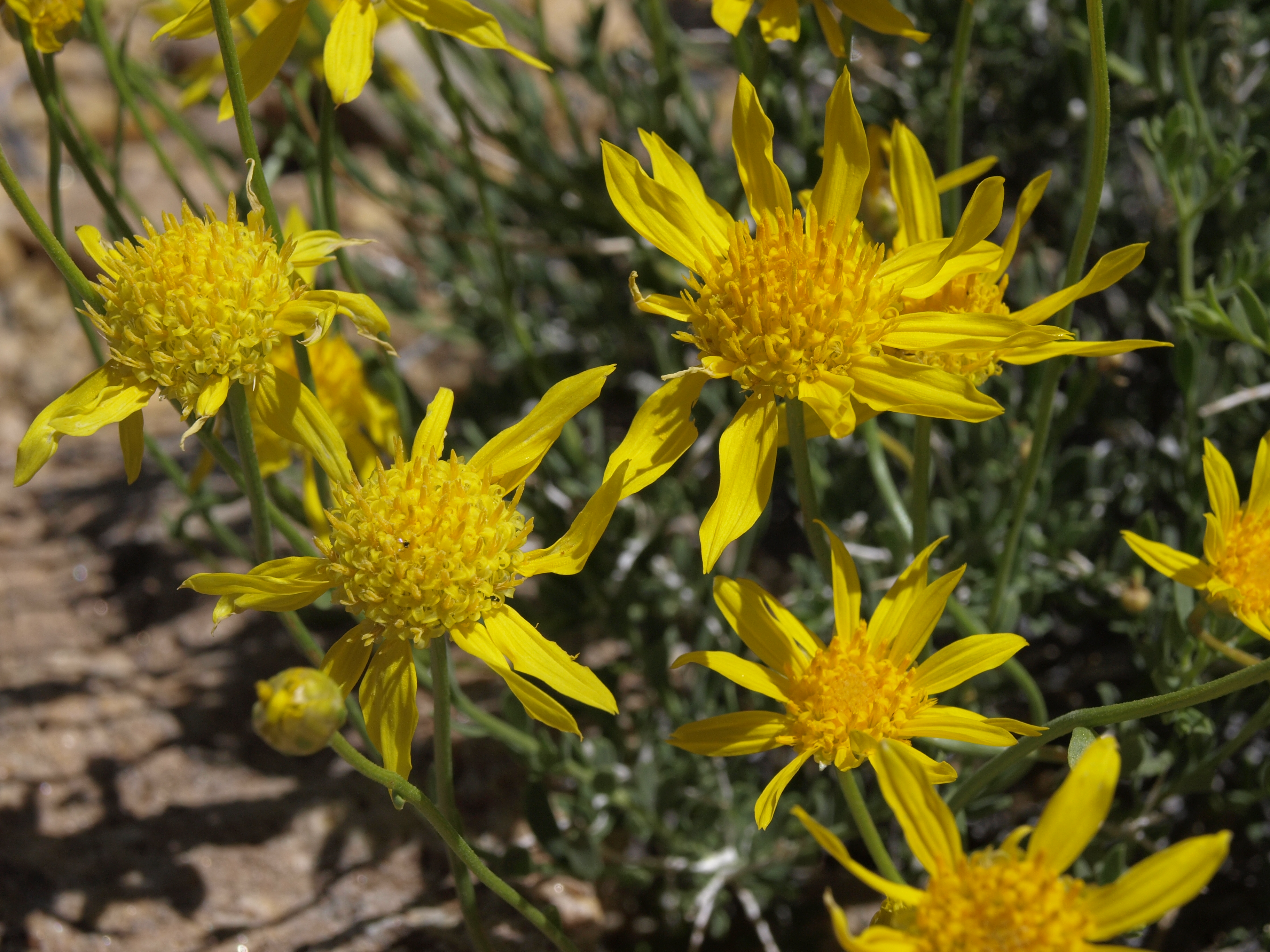
Infiorescenza
Acamptopappus shockleyi

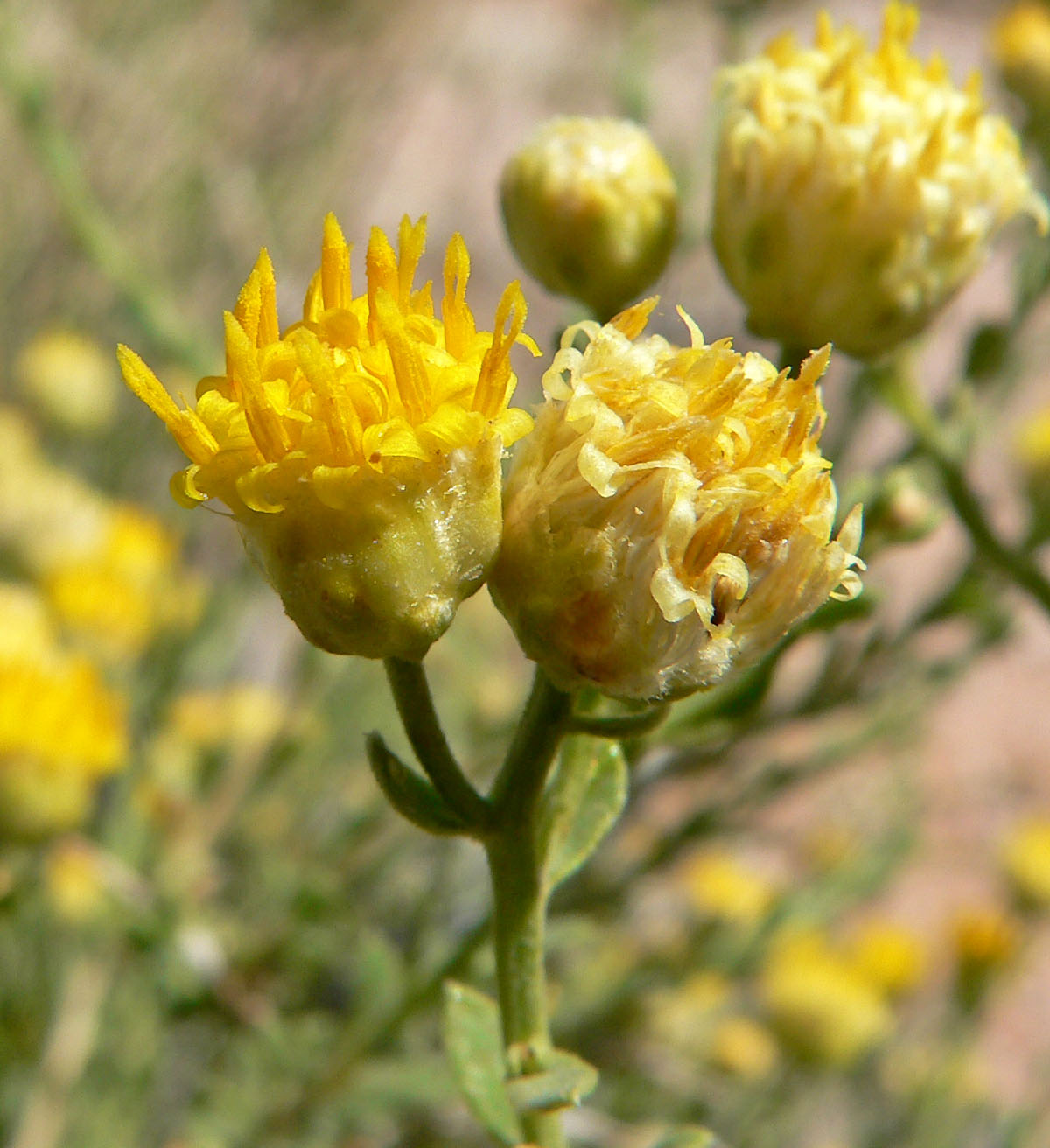
I fiori
Acamptopappus sphaerocephalus

Portamento. Le specie di questo genere hanno un habitus di tipo arbustivo.
Fusto. La parte aerea è decombente, semplice o ramosa e spinescente. La parte sotterranea consiste in fittoni legnosi. Le superfici sono glabre o irte. Altezza media: 20 – 40 cm.
Foglie. Le foglie sono disposte in modo alternato e sessile o picciolato. La lamina è semplice uninervata, con margini interi e con forme da strettamente lanceolate a strettamente obovate o spatolate. La consistenza può essere carnosa.
Infiorescenza. Le sinflorescenze sono scapose (capolini solitari) che composte da alcuni capolini raccolti in formazioni corimbose. Le infiorescenze vere e proprie sono composte da un capolino terminale lungamente peduncolato di tipo radiato o discoide. I capolini sono formati da un involucro, con forme ampie (da campanulate a emisferiche o globose), composto da 13 - 25 brattee, al cui interno un ricettacolo fa da base ai fiori di due tipi: fiori del raggio e fiori del disco. Le brattee, riflesse e giallastre alla base e erbacee nella parte apicale, con margini laciniati-ialini sono disposte in modo più o meno embricato su 3 serie. Il ricettacolo è privo di pagliette a protezione alla base dei fiori; la forma è da piatta a leggermente convessa. Dimensione degli involucri: 4 - 13 x 7 – 16 mm.
Fiori.  I fiori sono tetra-ciclici (formati cioè da 4 verticilli: calice – corolla – androceo – gineceo) e pentameri (calice e corolla formati da 5 elementi). Si distinguono in:
- fiori del raggio (esterni): sono da 5 a 14 per capolino (possono essere assenti), sono femminili e sono disposti su una sola serie; la forma è ligulata (zigomorfa);
- fiori del disco (centrali): sono più numerosi (da 13 a 45) con forme brevemente tubulose (attinomorfe); sono ermafroditi.

- Formula fiorale:

*/x K {\displaystyle \infty }, [C (5), A (5)], G 2 (infero), achenio
- Calice: i sepali del calice sono ridotti ad una coroncina di squame.
- Corolla:

- fiori del raggio: la forma della corolla alla base è più o meno tubulosa, mentre all'apice è ligulata; la ligula può terminare con alcuni denti; il colore è giallo;
- fiori del disco: la forma è imbutiforme-tubulare (con lunghi tubi) bruscamente divaricata in 5 lobi; i lobi, riflessi o eretti, hanno una forma lanceolata; il colore è giallo o giallo-forte.

- Androceo: l'androceo è formato da 5 stami sorretti da filamenti generalmente liberi; gli stami sono connati e formano un manicotto circondante lo stilo; le teche (produttrici del polline) alla base sono troncate e sono lievemente auricolate (molto raramente sono speronate o hanno una coda); le appendici apicali delle antere hanno delle forme piatte e lanceolate; il tessuto endoteciale (rivestimento interno dell'antera) è quasi sempre polarizzato (con due superfici distinte: una verso l'esterno e una verso l'interno). Il polline è sferico con un diametro medio di circa 25 micron;  è tricolporato (con tre aperture sia di tipo a fessura che tipo isodiametrica o poro) ed è echinato (con punte sporgenti).[10][12]
- Gineceo: l'ovario è infero uniloculare formato da 2 carpelli.[6] Lo stilo (il recettore del polline) è profondamente bifido (con due stigmi divergenti, brevi o lunghi a seconda della specie) e con le linee stigmatiche marginali separate.[13] I due bracci dello stilo sono triangolari-lanceolati e papillosi.

Frutti. I frutti sono degli acheni con pappo; 
- achenio: gli acheni, con forme obconiche compresse e superficie liscia (le nervature longitudinali non sono molto evidenti); sono densamente sericei;
- pappo: il pappo è formato da 1 - 2 serie di 18 - 22 scaglie (spatolate nei fiori del disco) o brevi setole.

## Biologia
Impollinazione: l'impollinazione avviene tramite insetti (impollinazione entomogama tramite farfalle diurne e notturne).

Riproduzione: la fecondazione avviene fondamentalmente tramite l'impollinazione dei fiori (vedi sopra).

Dispersione: i semi (gli acheni) cadendo a terra sono successivamente dispersi soprattutto da insetti tipo formiche (disseminazione mirmecoria). In questo tipo di piante avviene anche un altro tipo di dispersione: zoocoria. Infatti gli uncini delle brattee dell'involucro (se presenti) si agganciano ai peli degli animali di passaggio disperdendo così anche su lunghe distanze i semi della pianta. Inoltre per merito del pappo il vento può trasportare i semi anche a distanza di alcuni chilometri (disseminazione anemocora).

## Distribuzione e habitat
Le specie di questo genere sono distribuite negli U.S.A. sud-occidentali. Le specie del genere Acamptopappus sono endemiche del deserto del Mojave.

## Sistematica
La famiglia Asteraceae (o Compositae, nomen conservandum), probabilmente originaria del Sud America, è la più numerosa del mondo vegetale, comprende oltre 23.000 specie distribuite su 1.535 generi, oppure 22.750 specie e 1.530 generi secondo altre fonti (una delle checklist più aggiornata elenca fino a 1.679 generi). La famiglia attualmente (2021) è divisa in 16 sottofamiglie; la sottofamiglia Asteroideae è una di queste e rappresenta l'evoluzione più recente di tutta la famiglia.

### Filogenesi
La tribù Astereae (una delle 21 tribù della sottofamiglia Asteroideae) comprende circa 40 sottotribù. In base alle ultime ricerche nella tribù sono stati individuati (provvisoriamente) 5 principali lignaggi:
- Basal grade: include alcuni generi isolati, il gruppo "South American-Oceania",  alcune sottotribù africane e il gruppo dei generi legnosi del Madagascar.
- Bellis lineage: comprende le sottotribù eurasiatiche e una sottotribù africana.
- Aster lineage: include i generi asiatici di Asterinae e i principali gruppi dell'Australia e dell'Oceania.
- Baccharis lineage: include alcuni gruppi sudamericani.
- North American lineage: include la vasta gamma di sottotribù del Nordamerica, Messico e alcuni gruppi distribuiti nel Sudamerica.

Il genere  Acamptopappus  (insieme alla sottotribù Solidagininae ) è incluso nel lignaggio "North American lineage". La sottotribù attualmente è divisa in 6 gruppi informali. Il genere Acamptopappus appartiene al "Chrysothamnus group".. Il genere ha alcune particolarità come un portamento arbustivo desertico basso dalla corteccia bianca, o brattee ovate con ampi margini ialini e acheni da sericei a villosi.
I caratteri distintivi del genere sono:
- i capolini sono provvisti dei fiori del raggio;
- le brattee dell'involucro hanno una forma ovata quasi sferica;
- il ricettacolo è privo di pagliette;
- le scaglie del pappo, simili a setole appiattite e finemente barbate sono disposte su 1 – 2 serie.

Il numero cromosomico delle specie di questo genere è: 2n = 18.
In precedenti trattazioni le specie di questo genere erano descritte all'interno del genere Haplopappus Cassini sect. Acamptopappus A. Gray.

### Elenco delle specie
Questo genere ha 2 specie:
- Acamptopappus shockleyi A.Gray
- Acamptopappus sphaerocephalus  A.Gray